# إبراهيم أباد (غرغان)
إبراهيم‌ أباد (بالفارسية: ابراهیم‌آباد) هي قرية تقع في قسم انجيرآب الريفي (مقاطعة غرغان) في إيران. يقدر عدد سكانها بـ 180 نسمة .